# Флибансерин
Флибансерин (англ. flibanserin) — препарат для лечения пременопаузальной гиполибидемии. Продаётся под торговым названием «Эдди»(Addyi).

## История создания
Разработан компанией Boehringer Ingelheim, в 2010 году была предпринята первая попытка получить разрешение Food and Drug Administration. Однако FDA дал отрицательную оценку препарату. Права на лекарство перешли к компании Sprout Pharmaceuticals, которой в 2015 году удалось получить разрешение FDA.

## Механизм действия
Флибансерин — полный агонист серотониновых рецепторов подтипа 1А, антагонист серотониновых рецепторов подтипа 2А, а также очень слабый парциальный антагонист серотониновых рецепторов 2В и 2С типов, а также Д4-дофаминовых рецепторов. Показано, что активация серотониновых рецепторов 1А-подтипа в префронтальной коре приводит к повышению в этой зоне головного мозга уровня дофамина и норадреналина и снижению уровня серотонина.

## Медицинские показания
Флибансерин показан для терапии гиполибидемии у женщин. Первые данные о клинических испытаниях флибансерина были представлены в Лионе в 2009 году. В тестировании принимали участие 5 000 женщин, которые находились в пременопаузном периоде и у которых диагностировали приобретенную гиполибидемию.  Клинические испытания показали, что при приёме препарата у пациенток за месяц отмечается повышение количества удовлетворяющих их половых актов с 2,8 до 4,5. Однако необходимо отметить, что в группе, получавшей плацебо также отмечается повышение подобных актов с 2,7 до 3,7. Действие препарата проявляется через четыре недели после начала приёма.

## Побочные эффекты
Наиболее частые побочные эффекты включают: головокружение, тошноту, усталость, сонливость и нарушения сна.
Употребление алкоголя на фоне приёма флибансерина может приводить к значительному снижению артериального давления.